# Niedabył
Niedabył, Niedabysz – staropolskie imię męskie, złożone z trzech członów: nie- (negacja), "da" ("dać") i -był.